# Air Saguenay
Air Saguenay — канадская региональная авиакомпания со штаб-квартирой в городе Сагеней (провинция Квебек), выполняющая пассажирские и грузовые авиаперевозки в северной части Канады.

## История
До начала 1960-х годов в Сагенее функционировал местный аэроклуб «Saguenay Aero Club», небольшой парк самолётов которого базировался на пристани озера Кеногами-Лейк и использовался для обучения и тренировки пилотов местной авиации. В начале 1960-х весь парк самолётов, известный как Saguenay Air Service, был приобретён местным разводчиком норки Питером Шохом. Новый владелец открыл новую базу для гидросамолётов приобретённой фирмы, рассчитывая организовать хороший сервис по перевозке туристов, охотников и рыболовов, нацеленный главным образом на служащих крупных компаний Rio Tinto Alcan и Price Brothers, а также для нужд государственных лесопатрульных служб.
К середине 1970-х годов Saguenay Air Service постепенно расширялась, а в 1976 году объединилась с местной авиакомпанией Gagnon Air Service, сменив своё название на современное Air Saguenay. В 1980 году собственником авиакомпании стал квебекский бизнесмен Жан-Клод Тремблей.
В течение следующих лет компания последовательно поглощала небольшие авиакомпании местного значения: Air Caribou и Club Chambeaux из Фермонта, Labrador Air Safari и Derap Aviation, имевшие в своём парке несколько гидросамолётов и собственные стоянки на реке Святого Лаврентия.

## Флот

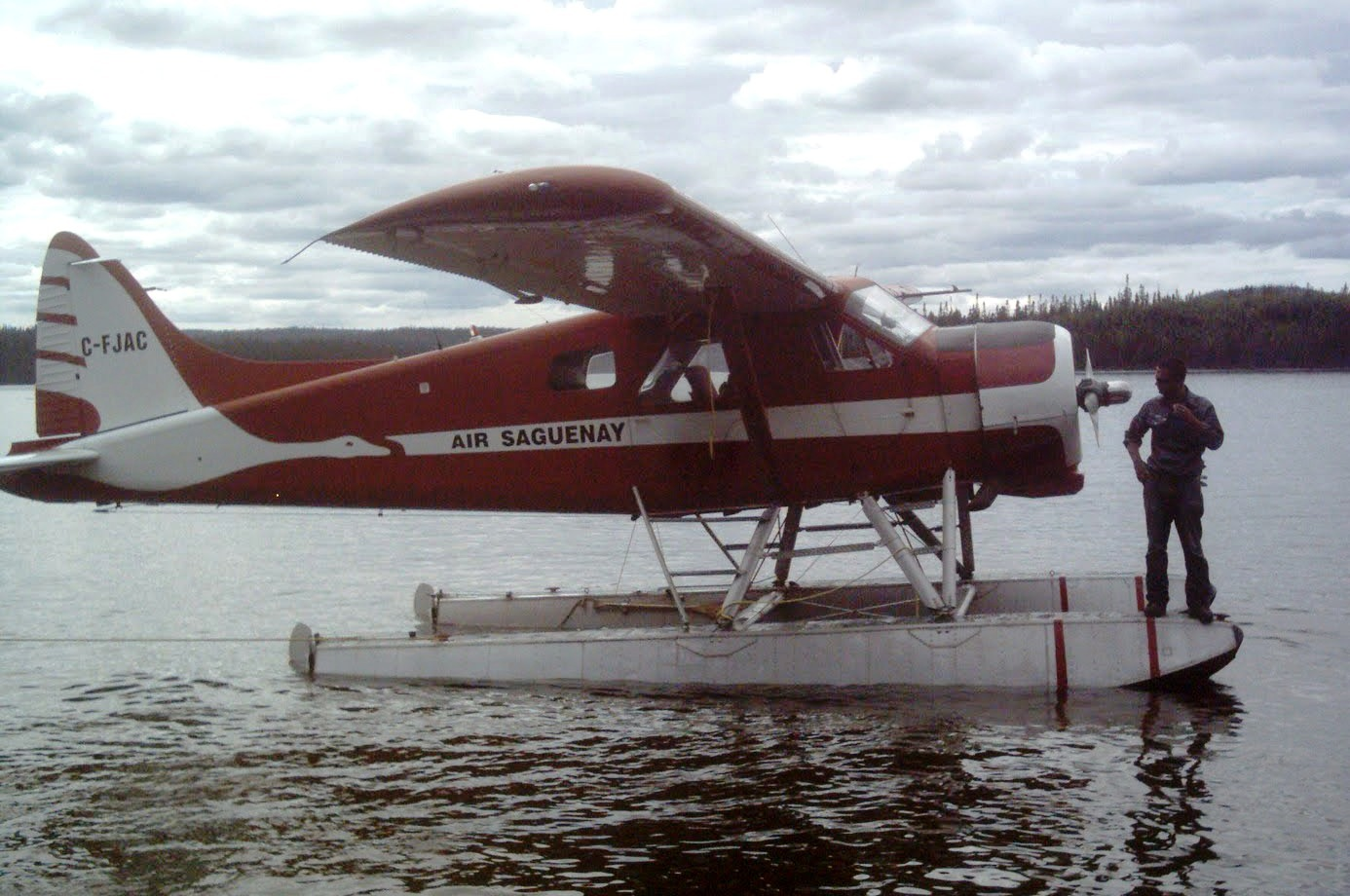
de Havilland Canada DHC-2 Beaver авиакомпании Air Saguenay

По состоянию на апрель 2000 года воздушный флот авиакомпании Air Saguenay составляли 28 гидросамолётов, зарегистрированных в реестре Министерства транспорта Канады: